# Kristiania Sporveisselskab
Kristiania Sporveisselskab, populært kaldet Grønntrikken, var et selskab, der drev sporveje i Oslo (dengang Kristiania) fra 1875 til 1924.
Selskabet blev stiftet 26. august 1874 som et privat aktieselskab. 31. august 1875 ankom der 22 hestesporvogne fra fabrikken John Stephenson & Co i USA, og 6. oktober 1875 begyndte driften. Til at begynde med var der tre enkeltsporede linjer, der gik Stortorvet–Vestbanestasjonen, Stortorvet–Homansbyen og Stortorvet–Oslo (Gamlebyen). Der var remise og stalde til 116 heste i Homansbyen. Der blev også bygget en direkte forbindelse ad Rosenkrantz' gate mellem Homansbyen og Vestbanestasjonen, men persontrafikken på den blev indstillet 19. oktober 1875 efter kun to uger.
En fjerde linje til Grünerløkka blev åbnet i 1876 og efterfølgende forlænget 18. marts 1878 til Thorvald Meyers gate 49, hvor der var remise, smedje og stalde til 50 heste. 2. december 1878 blev Oslolinjen forlænget til St. Halvards plass, og 5. maj 1878 blev Vestbanelinjen forlænget til Munkedamsveien. Det nye linjenet gjorde det muligt at organisere trafikken som to separate linjer fra 1880, Vestbanestasonen - Grünerløkka og Homansbyen - Oslo. Desuden begyndte man at udbygge sporvejsnettet med dobbeltspor.
I 1899-1900 blev hestesporvognene erstattet af elektriske sporvogne.
I 1905 købte Kristiania Sporveisselskap Kristiania Kommunale Sporveie og fra 1912 indledtes en samarbejde med konkurrenten Kristiania Elektriske Sporvei. Da selskabernes koncessioner udløb i 1924, blev de indløst og slået sammen til det kommunale Kristiania Sporveier, fra 1925 Oslo Sporveier.